# Rokitniak
Rokitniak – część wsi Łazy w Polsce, położona w województwie mazowieckim, w powiecie węgrowskim, w gminie Łochów.
Rozpościera się w rejonie ulicy Polnej, na północ od Łaz.
W latach 1975–1998 miejscowość administracyjnie należała do województwa siedleckiego.